# 니콘 1 V2
니콘1 V2는 2012년 11월 출시된 니콘1 마운트의 두번째 중급형 미러리스 렌즈 교환식 카메라이다. 니콘의 미러리스포맷인 CX포맷 센서를 탑재했으며, V1과 비교했을때, 이미지 엔진의 향상, 연사 기능의 50% 향상, ISO 6,400 지원, 와이파이연결을 통한 스마트폰 연동, 15% 가량의 경량화의 차이가 있다.

## CX포맷
니콘 CX포맷은 2011년 9월 발표된 미러리스 렌즈 교환식 카메라의 새로운 센서 포맷이다. CX포맷은 센서 자체에 위상차 AF와 콘트라스트 AF를 융합함으로써 보다 정확한 AF 성능을 이끌어냈다. 센서 사이즈는 13.2mm X 8.8mm로, 35mm 필름 대비 환산비율은 1:2.7이며, 플렌지백 길이는 17mm이다.